# 62e parallèle nord
Pour les articles homonymes, voir 62e parallèle.
En géographie, le 62e parallèle nord est le parallèle joignant les points de la surface de la Terre dont la latitude est égale à 62° nord.

## Géographie

### Dimensions
Dans le système géodésique WGS 84, au niveau de 62° de latitude nord, un degré de longitude équivaut à 52,398 km ; la longueur totale du parallèle est donc de 18 863 km, soit environ  47,1% de celle de l'équateur. Il en est distant de 6 877 km et du pôle Nord de 3 125 km,.
Comme tous les autres parallèles à part l'équateur, le 62e parallèle nord n'est pas un grand cercle et n'est donc pas la plus courte distance entre deux points, même situés à la même latitude. Par exemple, en suivant le parallèle, la distance parcourue entre deux points de longitude opposée est 9 432 km ; en suivant un grand cercle (qui passe alors par le pôle nord), elle n'est que de 6 250 km.

### Durée du jour
À cette latitude, le soleil est visible pendant 19 heures et 45 minutes au solstice d'été, et 5 heures et 9 minutes au solstice d'hiver.